# Садовий жасмин
Садо́вий жасми́н (Philadelphus L.) — рід кущів з родини гортензієві. Згідно з Plants of the World Online містить 45 видів, які поширені в Північній Америці, Азії й на півдні Європи. Рід належить до підродини Hydrangeoideae, родини гортензієвих ряду дереноцвітів.

## Етимологія
Ці рослини помилково називають жасмином — це ще один вид рослини з родини маслинових. Латинська назва роду походить від єгипетського царя Птолемея II Філадельфа — 250 р. до н. е..

## Морфологія
Форма
Кущі, рідше невеликі дерева (до 7 м заввишки) і ліани, з прямостоячими, розлогими і часто дугоподібними пагонами. Стебла зазвичай голі, рідше шипуваті або опушені (поодинокі волоски).
ЛистяСупротивна, вічнозелена або сезонна, черешкова . Ламіна яйцеподібна або лінійна, тонка або шкіряста, часто з трьома головними жилками, що відходять від основи. Від цілого до зубчастого, часто нерівномірного .
КвітиЗібрані в кінцеві суцвіття (іноді здається, що вони ростуть у пазухах листків, коли суцвіття скорочується до однієї квітки). Верхівкові суцвіття мають форму китиць і волотей, квітки рідко ростуть поодинці, частіше по кілька десятків. Вони черешкові та гермафродити. До яєчника прилягає конусоподібно-напівкулястий гіпантій . Чашолистків 4, зазвичай трикутних, розпростертих або зігнутих. Пелюстки зазвичай від яйцеподібних до округлих, розпростертих або прямостоячих, від білих до кремових, рідко рожевих або плямистих, жовтіють після цвітіння. Тичинок від десятка до 90. Зав'язь нижня або напівнижня, чотирикамерна, чотири або одна шийка маточки, постійна .
ПлодиДерев'яні капсули подовжені, від яйцеподібної до сферичної форми, відкриваються чотирма стулками . Вони містять численні дрібні вузькі насіння з крильцем на одному кінці.

## Види
Численні види та гібриди між ними культивуються як декоративні рослини завдяки рясному цвітінню та приємному аромату квітів.
В Україні поширені кілька видів, усі культивують як декоративні:
- Садовий жасмин широколистий (Philadelphus latifolius Schrad. = Philadelphus pubenses Lois.);
- Садовий жасмин дрібнолистий (Philadelphus mierophylus Gray), із запашних квіток обох видів добувають ефірну олію для парфумерної промисловості;
- Садовий жасмин пухнастий (Philadelphus pubescens Lois.);
- Садовий жасмин вінцевий (Philadelphus coronarius L.)
- Садовий жасмин непахучий (Philadelphus inodorus L.).